# Vittorio Rovelli
Vittorio Rovelli (Renate, 16 agosto 1916 – Milano, 28 novembre 1996) è stato un calciatore italiano, di ruolo centrocampista o attaccante.

## Carriera
Di ruolo ala, cresce nelle file dell'Ambrosiana Inter, con la quale debutta nella massima divisione nella prima giornata del campionato 1933-1934 in sostituzione di Levratto.

## Palmarès

### Club

#### Competizioni nazionali
- Serie C: 1

Cremonese: 1935-1936
- Coppa Italia: 1

Ambrosiana: 1938-1939